# Oxeoschistus pronax
Oxeoschistus pronax is een vlinder uit de onderfamilie Satyrinae van de familie Nymphalidae. De wetenschappelijke naam van de soort is voor het eerst geldig gepubliceerd in 1860 door William Chapman Hewitson.